# Tim Köpple
Tim Levin Köpple (* 3. September 2000) ist ein deutscher Basketballspieler.

## Laufbahn
Köpple spielte im Jugendbereich des Bundesligisten Ratiopharm Ulm, im Oktober 2016 wurde er erstmals in Ulms Nachwuchsfördermannschaft Weißenhorn Youngstars in der zweiten Liga eingesetzt. In der Saison 2017/18 kam er dank eines Zweitspielrechts beim Drittligisten Scanplus Baskets Elchingen zum Einsatz.
Im Sommer 2018 wechselte er in die zweite Mannschaft der Gießen 46ers, den Rackelos. Gleichzeitig begann er ein Hochschulstudium im Fach Sportwissenschaft. In jedem seiner drei Gießener Jahren steigerte er seinen Punktedurchschnitt und erreichte in der Saison 2020/21 11,2 Punkte je Begegnung. Er gehörte ebenfalls dem erweiterten Bundesliga-Aufgebot der Mittelhessen an und stand in acht Partien der höchsten deutschen Spielklasse auf dem Feld.
Im Sommer 2021 wechselte Köpple zum Nürnberg Falcons BC in die zweite Liga.

### Nationalmannschaft
Köpple nahm 2016 mit der deutschen U16-Nationalmannschaft an der Europameisterschaft teil. Auch bei der U18-EM im Jahr 2018 gehörte er der deutschen Mannschaft an. 2025 war er Mitglied der deutschen A2-Nationalmannschaft und kam mit dieser bei der Sommeruniversiade in Nordrhein-Westfalen auf den vierten Rang.